# Lawful Drug
Lawful Drug (japanisch 合法ドラッグ, Gōhō Doraggu) ist ein Manga des Zeichenteams Clamp. Das Werk, das von 2001 bis 2003 in Japan erschien, lässt sich dem Genre Boys Love zuordnen. Ab 2011 wurde die Serie als Drug & Drop (ドラッグ＆ドロップ, Doraggu & Doroppu) fortgesetzt.

## Handlung
Kazahaya Kudo wird von dem verschlossenen Rikuo Himura halb erfroren im Schnee gefunden. Dieser nimmt ihn mit in die Apotheke, in der er für Kost und Logis arbeitet. Kazahaya Kudo wird dort ebenfalls aufgenommen und so ergibt es sich, dass sie zusammen wohnen und arbeiten. Neben ihrer Arbeit bekommen sie vom Apothekenbesitzer immer wieder mysteriöse Aufträge, die sie dank ihrer besonderen Fähigkeiten lösen können. Kazahayas Fähigkeit sind Visionen, die er bekommt, wenn er Gegenstände oder Menschen berührt. Auf diese Weise erfährt er auch einiges aus Rikuos Leben und wird neugierig, was hinter seinem verschlossenen Mitbewohner steckt.
Eigentlich können sich die beiden jungen Männer nicht leiden, doch beginnen sie sich für das Leben des anderen zu interessieren. Durch die mysteriösen Aufträge ihres Chefs geraten sie immer wieder in gefährliche Situationen, in denen sie auf die Hilfe des anderen angewiesen sind. Eine Nebengeschichte bildet die Beziehung des Apothekers zu einem großen Unbekannten. Dieser große Unbekannte, Saiga, verbringt die meiste Zeit schlafend, am liebsten auf Kakeis Schoß.

## Veröffentlichung
Die Serie wurde geschaffen von der Künstlerinnengruppe Clamp. Führend war dabei, insbesondere bei den Zeichnungen, Tsubaki Nekoi. Ab November 2000 erschien der Manga in Japan im Magazin Shōjo Teikoku des Verlags Kadokawa Shoten. Nach der Einstellung des Magazins im November 2001 wechselte der Manga ins Asuka-Magazin desselben Verlags. September 2003 wurde die Geschichte abgebrochen. Die Sammelband-Ausgabe erreichte drei Bände und ein fünftel der laut Clamp geplanten Handlung.
Im Dezember 2011 wurde die Serie im Magazin Young Ace unter dem Titel Drug & Drop fortgesetzt, wieder unter der Leitung von Tsubaki Nekoi. Diese neue Serie wurde im September 2012 unterbrochen, ab Dezember wieder aufgenommen und dann erneut unterbrochen. Im April und Mai 2014 folgte noch ein Special. Die Geschichte wurde nicht abgeschlossen. Die Sammelband-Ausgabe erreichte zwei Bände.
Auf Deutsch veröffentlichte der Carlsen Verlag die drei Bände der ersten Serie von Oktober 2004 bis Februar 2005. Die Übersetzung stammt von Claudia Peter. Außerdem erschienen Übersetzungen ins Chinesische, Italienische, Spanische, Französische und Englische. Im Englischen wurde der Titel zu Legal Drug geändert. Auch die Fortsetzung wurde übersetzt und erschien auf Englisch, Französisch, Italienisch und Chinesisch.

## Rezeption
Die beiden Bände der Fortsetzung Drug & Drop verkauften sich in Japan je über 70.000 und über 50.000 Mal in den ersten Wochen nach Veröffentlichung und erreichten damit Platzierungen in den Manga-Verkaufscharts. Während Clamp immer wieder mit homoerotischen Anspielungen in ihren Serien gespielt habe, hätten sie sich mit Lawful Drug erstmals ganz dem Genre Boys Love und seinen Konventionen verschrieben, so Mason Templar. Auch wenn sie den Beziehungs- und Gefühlsstatus letztlich offen ließen, werde klar deutlich, wie die Anspielungen verstanden werden sollen. So seien die übernatürlichen Aufträge für das Paar vor allem Vorwände, sie händchenhaltend, im Crossdressing oder in doppeldeutigen Situationen zu zeigen. Zeichnerin Tsubaki Nekoi zeige sich auf dem Höhepunkt ihrer Kunst und trotz des Abbruchs der Serie sei sie wegen der großartigen Charaktere und Zeichnungen – vor allem den gutaussehenden jungen Männern – und der meist in sich abgeschlossenen Geschichten empfehlenswert. In der deutschen Zeitschrift MangasZene kann man dagegen, außer den hübschen Jungs, nichts gutes an dem Manga finden. Die Hintergründe sind so sparsam illustriert, dass sie einem kaum Orientierung über Ort und Zeit der Handlung gäben. Die Charaktere seien lediglich Klischees ohne Reiz und Wiedererkennungswert, während die Geschichten keinen Sinn erkennen ließen. So vermittele jeder Aspekt des Mangas „konsequent das Gefühl von Leere“, jede Identifikation werde vereitelt und der Leser geradezu in Distanz gezwungen.